# Martin Hlaváček (jezuita)
Martin Hlaváček (12. 12. 1677, Praha – 15. 2. 1722, Olomouc), byl český jezuita, profesor Karlo-Ferdinandovy univerzity v Praze a děkan teologické fakulty Olomoucké univerzity. Pocházel z pražské měšťanské rodiny Hlaváčků. Dne 19. 4. 1695 vstoupil v Praze do jezuitského řádu, v roce 1711 byl promován na pražské univerzitě doktorem filosofie, záhy doktorem teologie (užíval latinské jméno "Martinus Hlawaczek). Akademické funkce zastával již na pražské univerzitě.
Od roku 1712 byl členem jezuitské koleje v Olomouci a přednášel na tamější univerzitě, v akademickém roce 1721/1722 byl děkanem teologické fakulty. Proslavil se svým mariánským kázáním proneseným roku 1714 v pražském Karolinu. Mimo jiné je autorem teologického spisu "Concordia Dogmatum" z roku 1721.